# Serra de Sisquer
La Serra de Sisquer és una serra situada al municipi de la Vansa i Fórnols a la comarca de l'Alt Urgell, amb una elevació màxima de 1.394 metres.